# Suore francescane dei Sacri Cuori (Antequera)
Le Suore Francescane dei Sacri Cuori (in spagnolo Hermanas Franciscanas de los Sagrados Corazones) sono un istituto religioso femminile di diritto pontificio.

## Storia

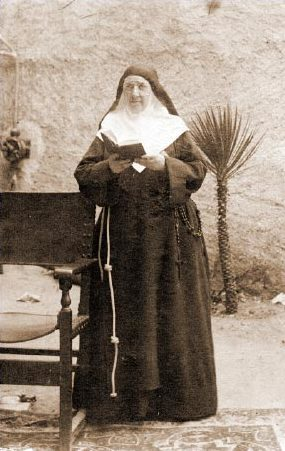
María del Carmen González Ramos

Le Francescane dei Sacri Cuori vennero fondatate l'8 maggio 1884 ad Antequera da María del Carmen González-Ramos (1834-1899) con la collaborazione del frate minore cappuccino Barnaba da Astorga.
La congregazione venne eretta da Manuel Gómez-Salazar, vescovo di Malaga, il 10 luglio 1884 e ricevette il pontificio decreto di lode il 3 maggio 1902; è aggregata all'Ordine dei Frati Minori Cappuccini dal 27 marzo 1905.
La fondatrice, in religione madre Maria del Monte Carmelo del Bambino Gesù, è stata proclamata beata nel 2007 per decreto di papa Benedetto XVI.

## Attività e diffusione
Le finalità dell'istituto sono l'istruzione e l'educazione cristiana della gioventù e l'assistenza agli ammalati.
Oltre che in Spagna, le francescane dei Sacri Cuori sono presenti in Nicaragua, a Porto Rico, nella Repubblica Dominicana e in Uruguay; la sede generalizia è ad Antequera.
Alla fine del 2008 la congregazione contava 302 religiose in 30 case.